# Alfons Supersaxo
Alfons Supersaxo (* 28. März 1926 in Saas-Fee; † 30. April 2005 ebenda) war ein Schweizer Skisportler, der in der Nordischen Kombination, im Skispringen und im Skilanglauf an Wettkämpfen teilnahm.

## Werdegang
Supersaxo, der für den SK Allalin Saas-Fee startete und zunächst als Klempner  und später als Bergführer sowie als Skilehrer tätig war, trat national erstmals bei den Schweizer Skimeisterschaften 1946 in Erscheinung, wo er Schweizer Skimeister bei den Junioren wurde. Im folgenden Jahr errang er bei den Schweizer Meisterschaften in Wengen den vierten Platz im 18-km-Lauf und siegte erstmals in der Nordischen Kombination. In der Saison 1947/48 belegte er bei den Olympischen Winterspielen 1948 in St. Moritz den 34. Platz über 18 km sowie den 13. Rang in der Nordischen Kombination und bei den Schweizer Meisterschaften 1948 den dritten Platz über 18 km sowie den zweiten Rang in der Nordischen Kombination. In der folgenden Saison lief er beim Holmenkollen Skifestival auf den zehnten Platz in der Nordischen Kombination und bei den Schweizer Meisterschaften 1949 in Gstaad auf den zweiten Platz im 18-km-Lauf sowie auf den ersten Rang in der Nordischen Kombination. Nach Platz eins im 18-km-Lauf in Andermatt und Rang drei im Skispringen in Unterwasser zu Beginn der Saison 1949/50, belegte er beim Saisonhöhepunkt, den Nordischen Skiweltmeisterschaften 1950 in Lake Placid, den 37. Platz über 18 km, den 32. Rang im Skispringen und den 13. Platz in der Nordischen Kombination. Bei den Schweizer Meisterschaften 1950 wurde er Sechster im 18-km-Lauf, Dritter im Skispringen und Zweiter in der Nordischen Kombination. 
Im folgenden Jahr holte Supersaxo bei den Schweizer Meisterschaften in Adelboden seinen dritten Meistertitel in der Nordischen Kombination, seinen ersten Meistertitel mit der Staffel und errang im 18-km-Lauf den fünften Platz. Zudem wurde er beim Holmenkollen Skifestival Neunter in der Nordischen Kombination. In der Saison 1951/52 belegte er bei den Olympischen Winterspielen 1952 in Oslo, wo er Fahnenträger bei der Abschlussfeier war, den 26. Platz über 18 km, den zehnten Rang in der Nordischen Kombination und zusammen mit Fritz Kocher, Walter Lötscher und Alfred Kronig den neunten Platz in der Staffel. Außerdem gewann er bei den Schweizer Meisterschaften 1952 die Meistertitel über 18 km, 50 km sowie in der Nordischen Kombination und kam mit der Staffel auf den zweiten Platz. In seinen letzten Jahr als aktiver Sportler siegte er bei den Schweizer Meisterschaften 1953 nochmals in der Nordischen Kombination sowie im 50-km-Lauf und errang im 18-km-Lauf den siebten Platz sowie mit der Staffel den dritten Platz. Letztmals startete er im März 1953 bei den Winter-Armeemeisterschaften in Andermatt, wo er den zweiten Platz errang.

## Teilnahmen an Olympischen Winterspielen und Weltmeisterschaften

### Olympische Winterspiele
- 1948 St. Moritz: 13. Platz Nordische Kombination, 34. Platz 18 km
- 1952 Oslo: 9. Platz Staffel, 10. Platz Nordische Kombination, 26. Platz 18 km

### Nordische Skiweltmeisterschaften
- 1950 Lake Placid: 13. Platz Nordische Kombination, 32. Platz Skispringen, 37. Platz 18 km